# Кітамі (Хоккайдо)

43°48′29″ пн. ш. 143°53′39″ сх. д. / 43.80806° пн. ш. 143.89417° сх. д.
Кіта́мі (яп. 北見市, きたみし, МФА: [kʲitamʲi ɕi̥]) — місто в Японії, в окрузі Охотськ префектури Хоккайдо.

## Короткі відомості
Розташоване на північному сході префектури, в районі середньої та нижньої течії річки Токоро. Центр вирощування японської м'яти і цибулі. 2006 року поглинуло сусідні містечка Танно, Рубесібе та Токоро. Станом на 1 жовтня 2008 року площа міста становила 1427,56 км². Станом на 31 березня 2017 населення міста становило 119 182 осіб.

## Освіта
- Кітамівський технічний університет